# Copa del Mundo de ciclismo en pista de 2009-2010
La Copa del Mundo de ciclismo en pista de 2009-2010 es la 18.ª edición de la Copa del Mundo de ciclismo en pista. Se celebra del Del 30 de octubre de 2009 al 24 de enero de 2010 con la disputa de cuatro pruebas.

## Pruebas
| Fecha                      | Lugar      |
| -------------------------- | ---------- |
| 30-1 de noviembre de 2009  | Mánchester |
| 19-21 de noviembre de 2009 | Melbourne  |
| 10-12 de diciembre de 2009 | Cali       |
| 22-24 de enero de 2010     | Pequín     |

## Resultados

### Masculinos
| Evento                  | Ganador                                                    | Segundo                                                               | Tercero                                                      |
| Mánchester              | Mánchester                                                 | Mánchester                                                            | Mánchester                                                   |
| ----------------------- | ---------------------------------------------------------- | --------------------------------------------------------------------- | ------------------------------------------------------------ |
| Velocidad               | Chris Hoy                                                  | Matthew Crampton                                                      | Jason Kenny                                                  |
| Keirin                  | Chris Hoy                                                  | Christos Volikakis\|                                                  | Maximilian Levy                                              |
| Km. contrarreloj        | Stefan Nimke                                               | David Daniell                                                         | Wang Chongyang                                               |
| Persecución por equipos | Edward Clancy Steven Burke Geraint Thomas Andrew Tennant   | Sergi Escobar David Muntaner Antoni Tauler Eloy Teruel                | Maksym Fonrabe Maxim Polischuk Vitali Sxèdov Roman Kononenko |
| Velocidad por equipos   | Team Sky + Hd Ross Edgar Chris Hoy Jamie Staff             | Matthew Crampton David Daniell Jason Kenny                            | Robert Förstemann Stefan Nimke Tobias Wächter                |
| Persecución             | Geraint Thomas                                             | Dominique Cornu                                                       | Vitaly Schedov                                               |
| Puntuación              | Chris Newton                                               | Ho Ting Kwok                                                          | Roger Kluge                                                  |
| Scratch                 | Ivan Kovaliov                                              | Lukasz Bujko                                                          | Sergiy Lagkuti                                               |
| Madison                 | Tim Mertens Kenny De Ketele                                | Roger Kluge Robert Bartko                                             | Sergey Kolesnikov Aleksei Schmidt                            |
| Melbourne               |                                                            |                                                                       |                                                              |
| Velocidad               | Shane Perkins                                              | Kévin Sireau                                                          | Matthew Crampton                                             |
| Keirin                  | Carsten Bergemann                                          | Azizulhasni Awang                                                     | Josiah Ng Onn Lam                                            |
| Km. contrarreloj        | Scott Sunderland                                           | Wang Chongyang                                                        | Teun Mulder                                                  |
| Persecución per equipos | Rohan Dennis Luke Durbridge Michael Hepburn Cameron Meyer  | Edward Clancy Steven Burke Andrew Fenn Andrew Tennant                 | Sam Bewley Peter Latham Marc Ryan Jesse Sergent              |
| Velocidad por equipos   | Team Jayco Scott Sunderland Shane Perkins Daniel Ellis     | Carsten Bergemann René Enders Tobias Wächter                          | Sergey Borisov Denís Dmítriev Sergey Kucherov                |
| Persecución             | Jesse Sergent                                              | Rohan Dennis                                                          | Vitali Schedov                                               |
| Puntuación              | Cameron Meyer                                              | Ioánnis Tamourídis                                                    | Łukasz Bujko                                                 |
| Scratch                 | Thomas Scully                                              | Łukasz Bujko                                                          | Viktor Shmalko                                               |
| Madison                 | Marc Ryan Thomas Scully                                    | Robert Bengsch Marcel Kalz                                            | Sergiy Lagkuti Mykhaylo Radionov                             |
| Cali                    |                                                            |                                                                       |                                                              |
| Velocidad               | Kévin Sireau                                               | Robert Förstemann                                                     | Maximilian Levy\|                                            |
| Keirin                  | Michaël D'Almeida                                          | Teun Mulder                                                           | Andriy Vynokourov                                            |
| Km. contrarreloj        | Michaël D'Almeida                                          | François Pervis                                                       | Yevhen Bolibrukh                                             |
| Persecución por equipos | Juan Esteban Arango Arles Castro Edwin Ávila Weimar Roldán | Lokomotiv Artur Ierxov Valeri Kaikov Evgeny Shalunov Kiril Svéixnikov | Pablo Bernal Ramon Domene Sergi Escobar Lluís Mas            |
| Velocidad por equipos   | Cofidis Teun Mulder Kévin Sireau François Pervis           | Robert Förstemann Maximilian Levy Mathias Stumpf                      | Yevhen Bolibrukh Yuriy Tsyupyk Andriy Vynokourov             |
| Persecución             | Vitali Popkov                                              | Juan Esteban Arango                                                   | Gediminas Bagdonas                                           |
| Puntuación              | Ioannis Tamourídis                                         | Iljo Keisse                                                           | Marcel Barth                                                 |
| Scratch                 | Ángel Darío Colla                                          | Erik Mohs                                                             | Leonardo Duque                                               |
| Madison                 | Marcel Barth Erik Mohs                                     | Lokomotiv Artur Ierxov Valeri Kaikov                                  | Carlos Ospina Carlos Urán                                    |
| Pequín                  |                                                            |                                                                       |                                                              |
| Velocidad               | Edward Dawkins                                             | Michaël D'Almeida                                                     | François Pervis                                              |
| Keirin                  | Azizulhasni Awang                                          | Jason Niblett                                                         | Daniel Ellis                                                 |
| Km. contrarreloj        | Zhang Miao                                                 | Joachim Eilers                                                        | Kamil Kuczyński                                              |
| Persecución por equipos | Leigh Howard Luke Durbridge Michael Hepburn Cameron Meyer  | Levi Heimans Arno van der Zwet Tim Veldt Sipke Zijlstra               | Thomas Scully Shane Archbold Myron Simpson Aaron Gate        |
| Velocidad por equipos   | Cheng Changsong Zhang Lei Zhang Miao                       | Team Jayco Scott Sunderland Shane Perkins Daniel Ellis                | Grégory Baugé Thierry Jollet Michaël D'Almeida               |
| Persecución             | Vitali Schedov                                             | Michael Hepburn                                                       | Valeri Kaikov                                                |
| Puntuación              | Zachary Bell                                               | Ho Ting Kwok                                                          | Thomas Scully                                                |
| Puntuación              | Zachary Bell                                               | Hayden Godfrey                                                        | Werner Riebenbauer                                           |
| Madison                 | Ho Ting Kwok Ho Choi Ki                                    | Angelo Ciccone Elia Viviani                                           | Thomas Scully Myron Simpson                                  |

### Femeninos
| Evento                  | Ganadora                                              | Segunda                                          | Tercera                                              |
| Mánchester              | Mánchester                                            | Mánchester                                       | Mánchester                                           |
| ----------------------- | ----------------------------------------------------- | ------------------------------------------------ | ---------------------------------------------------- |
| Velocidad               | Victoria Pendleton                                    | Guo Shuang                                       | Simona Krupeckaitė                                   |
| 500 m. contrarreloj     | Anna Meares                                           | Victoria Pendleton                               | Willy Kanis                                          |
| Keirin                  | Simona Krupeckaitė                                    | Guo Shuang                                       | Anna Meares                                          |
| Velocidad por equipos   | Kaarle McCulloch Anna Meares                          | Yvonne Hijgenaar Willy Kanis                     | Dana Glöss Miriam Welte                              |
| Persecución             | Wendy Houvenaghel                                     | Josephine Tomic                                  | Vera Koedooder                                       |
| Persecución por equipos | Elizabeth Armitstead Wendy Houvenaghel Joanna Rowsell | Lisa Brennauer Verena Jooß Madeleine Sandig      | Tess Downing Belinda Goss Josephine Tomic            |
| Scratch                 | Belinda Goss                                          | Ievgenia Romaniuta                               | Shelley Olds                                         |
| Puntuación              | Elizabeth Armitstead                                  | Yumari González                                  | Ievgenia Romaniuta                                   |
| Melbourne               |                                                       |                                                  |                                                      |
| Velocidad               | Anna Meares                                           | Guo Shuang                                       | Willy Kanis                                          |
| Keirin                  | Anna Meares                                           | Guo Shuang                                       | Christin Muche                                       |
| 500 m. contrarreloj     | Anna Meares                                           | Kaarle McCulloch                                 | Sandie Clair                                         |
| Persecución             | Wendy Houvenaghel                                     | Alison Shanks                                    | Lessia Kalitovska                                    |
| Persecución por equipos | Kaytee Boyd Lauren Ellis Alison Shanks                | Katie Colclough Wendy Houvenaghel Joanna Rowsell | Ashlee Ankudinoff Sarah Kent Josephine Tomic         |
| Velocidad por equipos   | Gong Jinjie Lin Junhong                               | Yvonne Hijgenaar Willy Kanis                     | Emily Rosemond Anna Meares                           |
| Puntuación              | Giorgia Bronzini                                      | Shelley Olds                                     | Madeleine Sandig                                     |
| Scratch                 | Evgenia Romaniuta                                     | Giorgia Bronzini                                 | Theresa Cliff-Ryan                                   |
| Cali                    |                                                       |                                                  |                                                      |
| Velocidad               | Simona Krupeckaitė                                    | Willy Kanis                                      | Lisandra Guerra                                      |
| Keirin                  | Christin Muche                                        | Emily Rosemond                                   | Diana García                                         |
| 500 m. contrarreloj     | Simona Krupeckaitė                                    | Willy Kanis                                      | Lisandra Guerra                                      |
| 500 m. contrarreloj     | Simona Krupeckaitė                                    | Willy Kanis                                      | Lisandra Guerra                                      |
| Persecución             | Sarah Hammer                                          | Tara Whitten                                     | Vilija Sereikaitė                                    |
| Persecución por equipos | Tara Whitten Laura Brown Stephanie Roorda             | Dotsie Bausch Sarah Hammer Lauren Tamayo         | Vaida Pikauskaite Vilija Sereikaitė Aušrinė Trebaitė |
| Velocidad por equipos   | Yvonne Hijgenaar Willy Kanis                          | Simona Krupeckaitė Gintarė Gaivenytė             | Victoria Baranova Olga Streltsova                    |
| Puntuación              | Giorgia Bronzini                                      | Tara Whitten                                     | Charlotte Becker                                     |
| Scratch                 | Tatsiana Sharakova                                    | Giorgia Bronzini                                 | Yumari González                                      |
| Pequín                  |                                                       |                                                  |                                                      |
| Velocidad               | Guo Shuang                                            | Anna Meares                                      | Lin Junhong                                          |
| Keirin                  | Guo Shuang                                            | Miriam Welte                                     | Lee Wai Sze                                          |
| 500 m. contrarreloj     | Willy Kanis                                           | Gong Jinjie                                      | Anna Meares                                          |
| Persecución             | Alison Shanks                                         | Vilija Sereikaitė                                | Tara Whitten                                         |
| Persecución por equipos | Ashlee Ankudinoff Sarah Kent Josephine Tomic          | Lauren Ellis Jaime Nielsen Alison Shanks         | Tara Whitten Laura Brown Stephanie Roorda            |
| Velocidad por equipos   | Gong Jinjie Lin Junhong                               | Yvonne Hijgenaar Willy Kanis                     | Anna Meares Emily Rosemond                           |
| Puntuación              | Megan Dunn                                            | Elena Tchalykh                                   | Giorgia Bronzini                                     |
| Scratch                 | Vera Koedooder                                        | Aušrinė Trebaitė                                 | Ievgenia Romaniuta                                   |

## Clasificaciones

### Países
| Rang | País/Equip    | Mánchester | Melbourne | Cali | Pequín | Total |
| ---- | ------------- | ---------- | --------- | ---- | ------ | ----- |
| 1    | Alemania      | 96         | 93        | 100  | 53     | 342   |
| 2    | Australia     | 86         | 124       | 16   | 99     | 325   |
| 3    | Países Bajos  | 73         | 58        | 37   | 57     | 225   |
| 4    | Reino Unido   | 129        | 70        | 13   | 11     | 223   |
| 5    | China         | 41         | 62        | 0    | 105    | 208   |
| 6    | Nueva Zelanda | 1          | 93        | 6    | 83     | 183   |
| 7    | Francia       | 23         | 29        | 55   | 53     | 160   |
| 8    | Lituania      | 40         | 5         | 78   | 17     | 140   |
| 9    | Ucrania       | 27         | 42        | 38   | 25     | 132   |
| 10   | Team Jayco    | 23         | 69        | 0    | 34     | 126   |

### Masculinos
| Pos. | Ciclista          | Man | Mel | Cal | Peq | Pts |
| 1.   | Azizulhasni Awang | –   | 10  | –   | 12  | 22  |
| 2.   | Maximilian Levy   | 8   | –   | 7   | 7   | 22  |
| 3.   | Jason Niblett     | 7   | –   | –   | 10  | 19  |
| 4.   | Josiah Ng Onn Lam | –   | 8   | –   | 5   | 13  |
| 5.   | Michaël D'Almeida | –   | –   | 12  | –   | 12  |

| Pos. | Ciclista         | Man | Mel | Cal | Peq | Pts |
| 1.   | Wang Chongyang   | 8   | 10  | –   | 6   | 24  |
| 2.   | Scott Sunderland | 6   | 12  | –   | 3   | 21  |
| 3.   | David Daniell    | 10  | 7   | –   | –   | 17  |
| 4.   | Tomáš Babek      | 7   | –   | 7   | –   | 14  |
| 5.   | Miao Zhang       | –   | –   | –   | 12  | 12  |

| Pos. | Ciclista          | Man | Mel | Cal | Peq | Pts |
| 1.   | Kévin Sireau      | –   | 10  | 12  | –   | 22  |
| 2.   | Shane Perkins     | 7   | 12  | –   | –   | 19  |
| 3.   | Matthew Crampton  | 10  | 8   | –   | –   | 18  |
| 4.   | Michaël D'Almeida | 3   | –   | 3   | 10  | 16  |
| 5.   | Maximilian Levy   | –   | –   | 8   | 7   | 15  |

| Pos. | Ciclista       | Man | Mel | Cal | Peq | Pts |
| 1.   | Vitali Schedov | 8   | 8   | –   | 12  | 28  |
| 2.   | Valeri Kaikov  | –   | –   | 7   | 8   | 15  |
| 3.   | Vitali Popkov  | –   | 12  | –   | –   | 12  |
| 4.   | Jesse Sergent  | –   | 12  | –   | –   | 12  |
| 5.   | Geraint Thomas | 12  | –   | –   | –   | 12  |

| Pos. | Equip             | Man | Mel | Cal | Peq | Pts |
| 1.   | Alemania          | 8   | 10  | 10  | 5   | 33  |
| 2.   | Team Jayco        | 6   | 12  | –   | 10  | 28  |
| 3.   | Cofidis           | 2   | 5   | 12  | 4   | 23  |
| 4.   | China             | 4   | –   | –   | 12  | 16  |
| 5.   | Moscow Track Team | 7   | –   | –   | 7   | 14  |

| Pos. | Equip        | Man | Mel | Cal | Peq | Pts |
| 1.   | Reino Unido  | 12  | 10  | –   | 3   | 25  |
| 2.   | Australia    | –   | 12  | –   | 12  | 24  |
| 3.   | España       | 10  | 2   | 8   | –   | 20  |
| 4.   | Países Bajos | 4   | 6   | –   | 10  | 20  |
| 5.   | Ucrania      | 8   | 3   | –   | 7   | 18  |

| Pos. | Ciclista          | Man | Mel | Cal | Peq | Pts |
| 1.   | Łukasz Bujko      | 10  | 10  | 2   | –   | 22  |
| 2.   | Zachary Bell      | –   | –   | –   | 12  | 12  |
|      | Ángel Darío Colla | –   | –   | 12  | –   | 12  |
|      | Thomas Scully     | –   | 12  | –   | –   | 12  |
|      | Ivan Kovaliov     | 12  | –   | –   | –   | 12  |

| Pos. | Ciclista      | Man | Mel | Cal | Peq | Pts |
| 1.   | Alemania      | 10  | 10  | 12  | –   | 32  |
| 2.   | Nueva Zelanda | –   | 12  | –   | 8   | 20  |
| 3.   | Bélgica       | 12  | –   | 7   | 1   | 20  |
| 4.   | Dinamarca     | 6   | 6   | –   | 4   | 16  |
| 5.   | Italia        | –   | 5   | –   | 10  | 15  |

#### Puntuación
| Pos. | Ciclista           | Man | Mel | Cal | Peq | Pts |
| 1.   | Ioánnis Tamourídis | –   | 10  | 12  | –   | 22  |
| 2.   | Ho Ting Kwok       | 10  | –   | –   | 10  | 20  |
| 3.   | Zach Bell          | –   | –   | 10  | 12  | 22  |
| 4.   | Chris Newton       | 12  | 6   | –   | –   | 18  |
| 5.   | Łukasz Bujko       | 7   | 8   | –   | –   | 15  |

### Femeninos
| Pos. | Ciclista           | Man | Mel | Cal | Peq | Pts |
| 1.   | Guo Shuang         | 10  | 10  | –   | 12  | 32  |
| 2.   | Christin Muche     | –   | 8   | 12  | –   | 20  |
| 3.   | Anna Meares        | 8   | 12  | –   | –   | 20  |
| 4.   | Simona Krupeckaitė | 12  | –   | 7   | –   | 19  |
| 5.   | Agnes Ronner       | 7   | –   | –   | 7   | 14  |

| Pos. | Ciclista           | Man | Mel | Cal | Peq | Pts |
| 1.   | Anna Meares        | 12  | 12  | –   | 8   | 32  |
| 2.   | Willy Kanis        | 8   | –   | 10  | 12  | 30  |
| 3.   | Simona Krupeckaitė | 7   | –   | 12  | –   | 19  |
| 4.   | Kaarle McCulloch   | –   | 10  | –   | 7   | 17  |
| 5.   | Gong Jinjie        | 5   | –   | –   | 10  | 15  |

| Pos. | Ciclista           | Man | Mel | Cal | Peq | Pts |
| 1.   | Guo Shuang         | 10  | 10  | –   | 12  | 32  |
| 2.   | Anna Meares        | 6   | 12  | –   | 10  | 28  |
| 3.   | Willy Kanis        | 4   | 8   | 10  | 6   | 28  |
| 4.   | Simona Krupeckaitė | 8   | –   | 12  | –   | 20  |
| 5.   | Victoria Pendleton | 12  | –   | –   | –   | 12  |

| Pos. | Ciclista          | Man | Mel | Cal | Peq | Pts |
| 1.   | Wendy Houvenaghel | 12  | 12  | –   |     | 24  |
| 2.   | Alison Shanks     | –   | 10  | –   | 12  | 22  |
| 3.   | Vilija Sereikaitė | –   | –   | 8   | 10  | 18  |
|      | Tara Whitten      | –   | –   | 10  | 8   | 18  |
| 5.   | Josephine Tomic   | 10  | 7   | –   | –   | 17  |

| Pos. | Equip        | Man | Mel | Cal | Peq | Pts |
| 1.   | Países Bajos | 10  | 10  | 12  | 10  | 42  |
| 2.   | Australia    | 12  | 8   | –   | 8   | 28  |
| 3.   | China        | –   | 12  | –   | 12  | 24  |
| 4.   | Rusia        | 6   | –   | 8   | 3   | 17  |
| 5.   | Francia      | 4   | 7   | –   | 6   | 17  |

| Pos. | Equip         | Man | Mel | Cal | Peq | Pts |
| 1.   | Australia     | 8   | 8   | –   | 12  | 28  |
| 2.   | Nueva Zelanda | –   | 12  | –   | 10  | 22  |
|      | Reino Unido   | 12  | 10  | –   | –   | 22  |
| 4.   | Canadá        | –   | –   | 12  | 8   | 20  |
| 5.   | Lituania      | 3   | –   | 8   | 7   | 18  |

| Pos. | Ciclista            | Man | Mel | Cal | Peq | Pts |
| 1.   | Ievguénia Romaniuta | 10  | 12  | –   | 8   | 30  |
| 2.   | Giorgia Bronzini    | –   | 10  | 10  | 6   | 26  |
| 3.   | Vera Koedooder      | 6   | –   | –   | 12  | 18  |
| 4.   | Belinda Goss        | 12  | 4   | –   | –   | 16  |
| 5.   | Xiao Juan Diao      | –   | –   | 6   | 7   | 13  |

| Pos. | Ciclista            | Man | Mel | Cal | Peq | Pts |
| 1.   | Giorgia Bronzini    | –   | 12  | 12  | 8   | 32  |
| 2.   | Tatsiana Sharakova  | 7   | –   | 6   | 7   | 20  |
| 3.   | Yumari González     | 8   | 7   | –   |     | 15  |
| 4.   | Ievguénia Romaniuta | 10  | –   | 7   | –   | 13  |
| 5.   | Tara Whitten        | –   | –   | 10  | 3   | 13  |